# Anisozyga mimicaria
Anisozyga mimicaria är en fjärilsart som beskrevs av Louis Beethoven Prout 1912. Anisozyga mimicaria ingår i släktet Anisozyga och familjen mätare. Inga underarter finns listade i Catalogue of Life.